# Daniel Robertson (baseball, 1985)
Pour les articles homonymes, voir Daniel Robertson (baseball, 1994).
Dan Robertson (né le 30 septembre 1985 à Fontana, Californie, États-Unis) est un joueur de champ extérieur de la Ligue majeure de baseball.

## Carrière

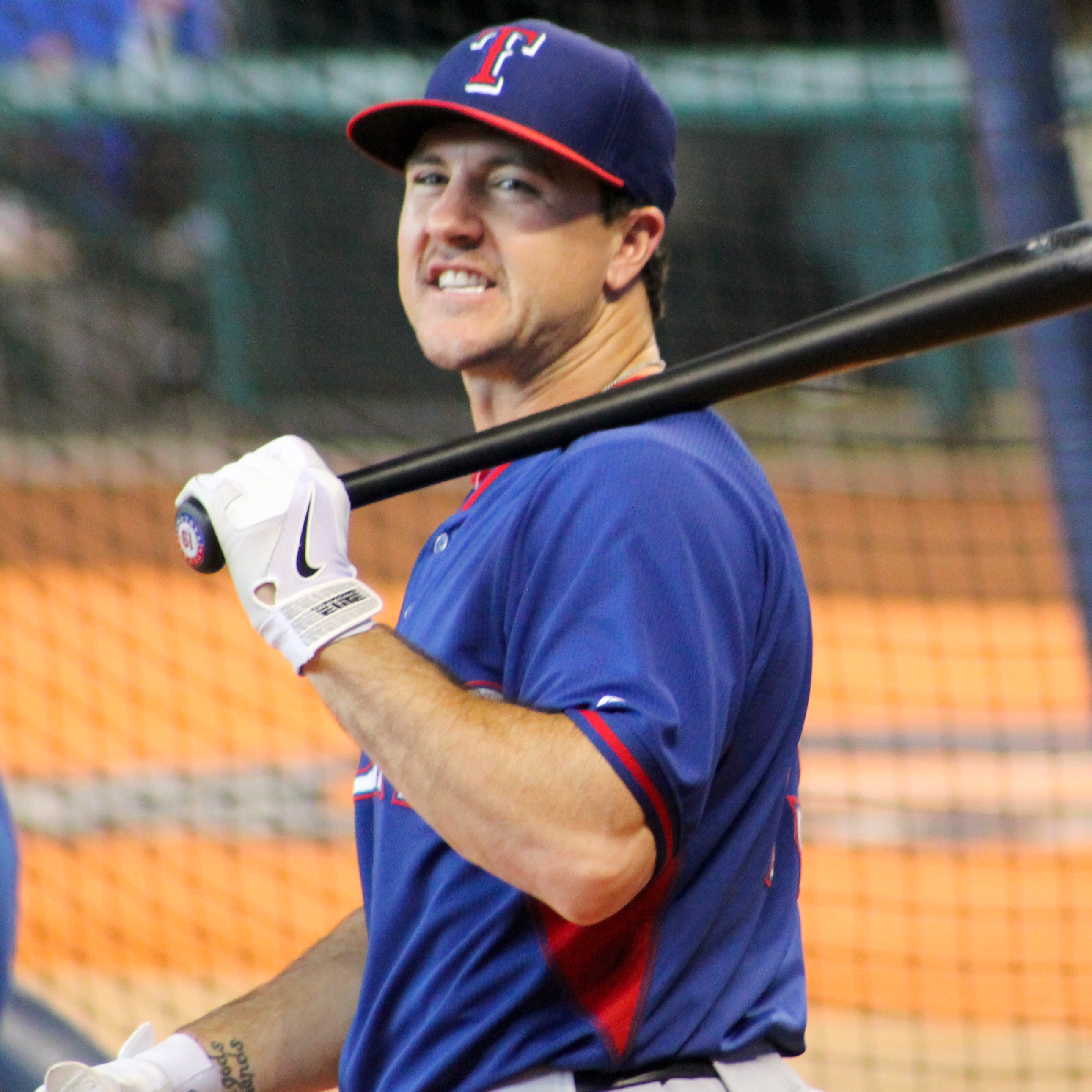
Daniel Robertson en 2014 avec les Rangers du Texas.

Joueur des Beavers de l'Université d'État de l'Oregon, Dan Robertson est repêché en 2008 au 33e tour de sélection par les Padres de San Diego. Il évolue en ligues mineures avec des clubs affiliés aux Padres de 2008 à 2014, alors qu'il amorce sa 3e saison au niveau Triple-A, dernier stade avant les Ligues majeures. Le 23 avril 2014, les Padres cèdent le contrat de Robertson aux Rangers du Texas. Robertson fait ses débuts dans le baseball majeur avec Texas le 29 avril 2014. À son second match, le 30 avril, il réussit aux dépens du lanceur Jim Johnson des Athletics d'Oakland son premier coup sûr dans les majeures.
Il est transféré en novembre 2014 aux Angels de Los Angeles, avec qui il joue 37 matchs en 2015, frappant dans une moyenne au bâton de ,280.
Il est réclamé au ballottage par les Mariners de Seattle le 6 novembre 2015. Après 9 matchs joués pour Seattle en 2016, il rejoint les Indians de Cleveland en 2017.